# Inma Femenía
Inma Femenía (nacida en 1985 en Pego) es una artista visual que vive y trabaja en Valencia. Su obra se caracteriza por la exploración de la interacción entre la materia y la percepción visual, evidenciando su conexión con el ámbito digital.Trabaja a partir de las propiedades intrínsecas de los materiales (brillo, transparencia, ductilidad) y su interacción con la luz (tanto en su manifestación tecnológica a través de pantallas como en el fenómeno lumínico natural).Este enfoque la impulsa a investigar la relación entre lo material y lo intangible, creando experiencias perceptivas a través de instalaciones o esculturas que exploran diferentes modos de aprehender la realidad.

## Educación
Femenía se licenció en Bellas Artes en la Universidad Politécnica de Valencia en el año 2008. Ya en sus años como estudiante comenzó a despertar su interés en la interacción de la luz, el espacio y los materiales. En el año 2010 realizó el master oficial en producción artística también por la Universitat Politècnica de València.

## Exposiciones
En septiembre de 2024, con motivo de la inauguración de la temporada 2024/2025 Persiguiendo un sueño en el Gran Teatre del Liceu de Barcelona, Femenía presenta la instalación efímera Iris de Foc.
En julio de 2024 inaugura Aire Magenta en el IVAM, una intervención específica temporal de un año en la cristalera de la entrada de la institución.
Su última exposición individual, titulada Aire Magenta, tuvo lugar en la galería Max Estrella en Madrid, en el año 2023, en el contexto de Apertura Madrid Gallery Week.
Entre sus últimos proyectos destaca, en el año 2022, Arc al Cel una obra permanente en el CaixaForum de Valencia.
En el año 2020 inaugura la exposición individual Infraleve, en Bombas Gens Centre d’Art de Valencia, comisariada por Julia Castelló y Nuria Enguita.
En el año 2017 expone la obra Free Fall, una pieza creada específicamente para el vestíbulo del IVAM en Valencia.
También ha participado en múltiples exposiciones colectivas entre las que se encuentran Earth: A retrospective, en Bombas Gens Centre d’Art (Valencia, 2022), Ultrafotografía en el Centro Párraga (Murcia, 2021), o Hiperespacios en Bombas Gens Centre d’Art (Valencia, 2020)
Su obra ha sido además expuesta a nivel internacional en países como Inglaterra, Francia, Italia, Alemania, Portugal, Colombia y Estados Unidos. Destacan en este ámbito las exposiciones Live Today. Tomorrow Will Cost More en Praz-Delavallade (París, Francia 2017), One Size Fits All en The Ryder Projects (Londres, Reino Unido 2016) o Bête Noire en Musart (Berlín, Alemania 2016)

## Premios y colecciones
En 2017 fue nominada al premio The Paulo Cunha e Silvia Art Prize de Porto y ese mismo año fue ganadora del premio Senyera de Artes Visuales de València.
Su trabajo ha sido adquirido por instituciones como la colección INELCOM, la colección DKV, Colección José Luis Soler Vila (Bombas Gens), la Generalitat Valenciana, el Ayuntamiento de Valencia, la Universidad Politécnica de Valencia, la Universidad Miguel Hernández, el Museo de Arte Contemporáneo de Alicante y la Fundación “la Caixa”.